# Magnus Kihlberg
Magnus Kihlberg (Örebro, 25 ottobre 1973) è un ex calciatore svedese, di ruolo centrocampista.

## Carriera

### Club
Kihlberg iniziò la carriera con le maglie di Karlslund, Forward, Örgryte e Lillestrøm.
Passò poi al Molde. Debuttò in squadra il 13 aprile 2003, nella sconfitta per 1-0 sul campo dell'Odd Grenland. Il 30 luglio segnò la prima rete in campionato, per questa squadra: contribuì infatti al successo per 2-1 sul Viking.
Nel 2006 tornò in patria, per giocare nel Göteborg. Esordì in campionato il 3 aprile, nel pareggio a reti inviolate contro lo Öster. Il 10 maggio segnò la prima rete, nel successo per 2-1 sull'Örgryte.
Nel 2007, passò all'Aalesund. Il primo match con questa maglia fu datato 9 aprile e coincise con una sconfitta per 4-2 contro lo Start. Il 22 aprile arrivò la prima rete, nel 3-3 contro il Fredrikstad.
Dal 2008, giocò per lo Örebro.
Dopo essersi ritirato nel 2011, tornò a giocare per due stagioni al Forward tra il 2013 e il 2015 prima di ritirarsi definitivamente.